# Michael Somogyi

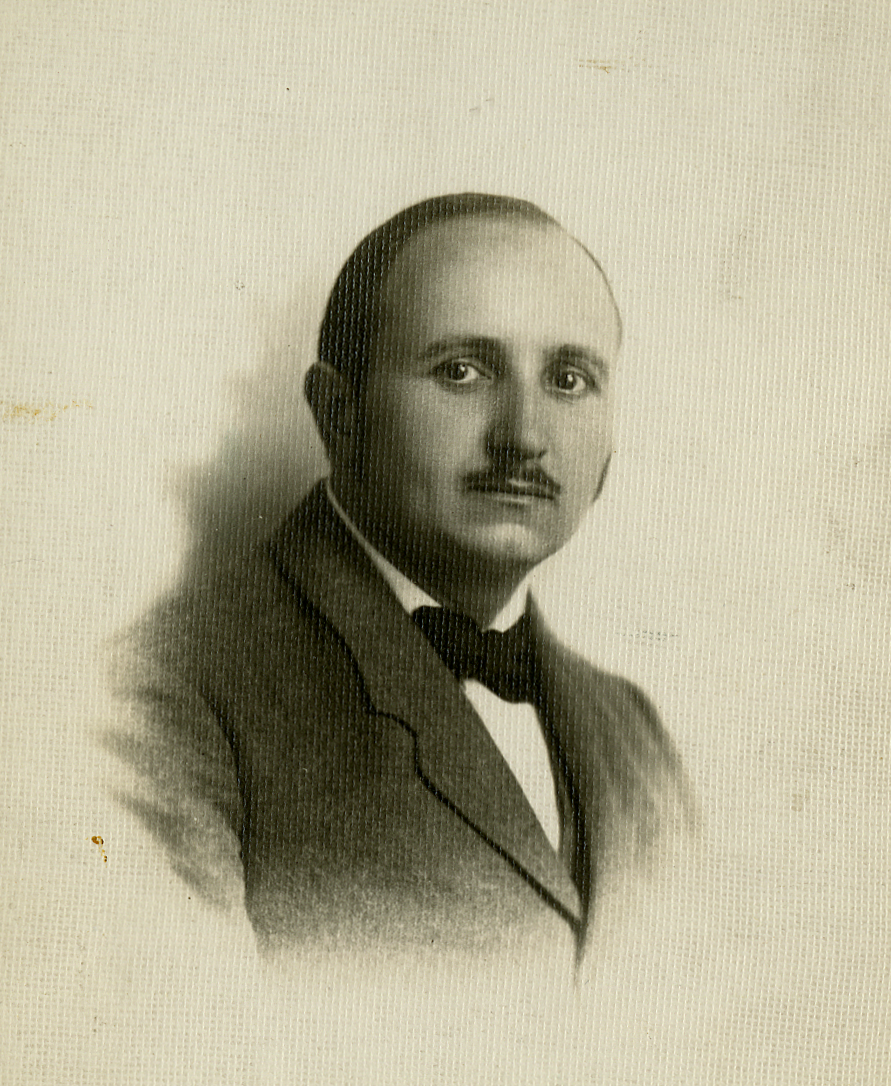
Michael Somogyi

Michael Somogyi (Zsámánd, hoy llamado Reinersdorf y perteneciente a la ciudad de Heiligenbrunn, 7 de marzo de 1883 - 21 de julio de 1971) fue un profesor húngaro-estadounidense de bioquímica de la Universidad Washington y el Hospital Judío de San Luis que preparó el primer tratamiento con insulina. Se administró esa sustancia por primera vez en octubre de 1922 en los Estados Unidos a un niño con diabetes. Mostró que un exceso de insulina hace la diabetes inestable, reacción que se conoce como fenómeno de Somogyi e hizo pública esa información en 1938.

## Biografía
Se licenció en ciencias químicas por la Universidad de Budapest en 1905, y luego fue a los Estados Unidos. Al principio, tenía problemas para encontrar un trabajo adecuado, pero finalmente obtuvo un puesto como asistente de bioquímica, en el Colegio de Medicina de la Universidad de Cornell, en Nueva York, donde estuvo activo hasta 1908. Ese mismo año, regresó a Budapest y ocupó un puesto como jefe químico en el laboratorio municipal. Obtuvo un doctorado de la Universidad de Budapest en 1914.
En 1922, su colega de la Universidad de Cornell, Philip A. Schaffer, lo convenció de que volviese a los Estados Unidos para ser profesor de bioquímica en la Facultad de Medicina de la Universidad Washington de San Luis.[cita requerida]
En 1926 fue nombrado químico jefe del Hospital Judío de San Luis. En su primer año de trabajo introdujo un método para determinar la reducción de azúcares en la sangre humana. Tomó un interés especial en los pacientes diabéticos, y en 1938, en una reunión de la Sociedad Médica de San Luis con el tema de los pacientes diabéticos inestables y graves, presentó por primera vez su teoría de que el tratamiento con insulina en sí mismo podría causar diabetes inestable. En 1940 se desarrolló un método para la determinación de la amilasa sérica tanto en individuos sanos como en diabéticos. También se le atribuye a Somogyi la elaboración de una prueba para la pancreatitis aguda.[cita requerida]
Somogyi trabajó en el Hospital Judío de San Luis hasta su jubilación en 1957.
Murió de un derrame cerebral.